# Jerzy Szafranowicz
Jerzy Szafranowicz (ur. 6 grudnia 1961 w Zielonej Górze) – polski lekarz, menedżer i urzędnik państwowy, doktor nauk ekonomicznych, w latach 2015–2016 wiceprezydent Chorzowa, w latach 2024–2025 podsekretarz stanu w Ministerstwie Zdrowia.

## Życiorys
Syn Jerzego i Aliny. Absolwent Wydziału Lekarskiego Śląskiej Akademii Medycznej w Katowicach. Kształcił się podyplomowo w zakresie zarządzania na Akademii Ekonomicznej w Katowicach i studiach MBA na Akademii WSB w Dąbrowie Górniczej. W 2016 obronił doktorat nauk ekonomicznych na Wydziale Zarządzania i Inżynierii Produkcji Politechniki Łódzkiej.
Uzyskał specjalizację lekarską II stopnia z zakresu ortopedii i traumatologii narządu ruchu. Pracował m.in. jako prezes Centrum Rehabilitacji w Chorzowie, dyrektor Lecznicy Lekarzy Specjalistów Sanomed w Katowicach i katowickiego oddziału Medycyny Rodzinnej Warszawa. W latach 2009–2015 i 2019–2024 był dyrektorem Zespołu Szpitali Miejskich w Chorzowie, został też wiceprezesem Związku Szpitali Powiatowych Województwa Śląskiego. Od lutego 2015 do marca 2016 pełnił funkcję drugiego zastępcy prezydenta Chorzowa ds. gospodarczych i ochrony zdrowia. W latach 2016–2019 kierował śląskim oddziałem wojewódzkim Narodowego Funduszu Zdrowia. 2 lipca 2024 powołany na stanowisko podsekretarza stanu w Ministerstwie Zdrowia, odpowiedzialnego m.in. za kwestie leczenia i dialogu społecznego. W sierpniu 2025 zakończył pełnienie tej funkcji.